# Maja Savić
Maja Savić (* 29. April 1976 in Ivangrad, Jugoslawien) ist eine ehemalige montenegrinische Handballspielerin.

## Karriere
Savić spielte bis zum Jahr 2004 bei ŽRK Budućnost Podgorica. Anschließend schloss sie sich dem dänischen Erstligisten Slagelse DT an, mit dem sie 2005 und 2007 die EHF Champions League sowie die dänische Meisterschaft gewann. Im Jahr 2008 wechselte die Rechtshänderin zum Ligarivalen FCK Håndbold, mit dem sie 2009 den Europapokal der Pokalsieger und 2010 den dänischen Pokal gewann. Im Sommer 2010 unterschrieb Savić einen Vertrag bei Viborg HK, mit dem sie einen Pokalerfolg feiern konnte. Vor der Saison 2011/12 kehrte die Außenspielerin zum montenegrinischen Verein ŽRK Budućnost Podgorica zurück. Mit Budućnost gewann sie 2012 die Champions League, die Meisterschaft und den Pokal. Nach der Saison 2011/12 beendete sie ihre Karriere.
Savić gehörte dem Kader der montenegrinischen Nationalmannschaft an. Im Sommer 2012 nahm sie mit Montenegro an den Olympischen Spielen in London teil, wo sie die Silbermedaille gewann.
Savić übernahm nach ihrem Karriereende das Traineramt der montenegrinischen Jugend-Nationalmannschaft. Seit dem Jahr 2021 ist Savić bei ŽRK Budućnost Podgorica als Co-Trainerin tätig. Zwischen 2021 und 2024 übte sie dasselbe Amt bei der montenegrinischen Nationalmannschaft aus.